# Kyreniabergen
Kyreniabergen är en lång smal bergskedja som sträcker sig ungefär 160 km längs den norra kusten av Cypern, från udden Apostolos Andreas i öst till Kormakitis i väst. Bergen består huvudsakligen av kalkstensbergarter, vilket inkluderar inslag av dolomit och marmor. Det största berget, Kyparissovouno (grekiska) eller Selvili Tepe (turkiska), är 1024 meter högt. Den västra delen av bergskedjan är också känd som "fem fingrar",(grekiska: Pentadaktylos, turkiska: Beşparmaklar), dessa namn används också ibland för att referera till hela bergskedjan.